# Luciano Bartoli
Luciano Bartoli (Roma, 17 ottobre 1946 – Roma, 1º febbraio 2019) è stato un attore italiano.

## Biografia
Il suo esordio cinematografico, ancora giovanissimo, avviene nel 1967 come interprete del padre di Edipo nell'Edipo Re di Pier Paolo Pasolini, accanto a Silvana Mangano e Alida Valli. 
Nei primi anni settanta recita in diversi film diretti da Sergio Martino e partecipa ad alcuni b-movies italiani.
Successivamente interpreta alcune pellicole accanto a grandi attori quali Jean Gabin in La gang dell'anno santo, Rod Steiger in Il leone del deserto e Marcello Mastroianni nell'Enrico IV di Marco Bellocchio.
A partire dalla fine degli anni ottanta alterna il cinema alla televisione, interpretando film (tra cui Donna d'ombra, del 1990) e mini-serie TV. Nel 2002 fa parte della produzione internazionale Heaven di Tom Tykwer, accanto a Remo Girone, Stefania Rocca, Mattia Sbragia, Gianfranco Barra, Giovanni Ribisi e Cate Blanchett.

## Vita privata
Nel 2002 viene coinvolto in un incidente stradale a seguito del quale riporta trauma cranico e frattura. Questo evento gli impedisce di partecipare a due produzioni, motivo per cui decide di intentare una causa che durerà 12 anni e che lo porterà a dover pagare le spese processuali. Nel frattempo inizia a soffrire di insufficienza renale e sarà costretto alla dialisi. Il pignoramento della pensione e i problemi di salute lo inducono in uno stato di bisogno che durerà fino al termine della sua vita.

## Filmografia parziale
- Trio, regia di Gianfranco Mingozzi (1967)
- Edipo re, regia di Pier Paolo Pasolini (1967)
- A cuore freddo, regia di Riccardo Ghione (1971)
- Giornata nera per l'ariete, regia di Luigi Bazzoni (1971)
- Don Camillo e i giovani d'oggi, regia di Mario Camerini (1972)
- Milano trema: la polizia vuole giustizia, regia di Sergio Martino (1973)
- I corpi presentano tracce di violenza carnale, regia di Sergio Martino (1973)
- Fatevi vivi, la polizia non interverrà, regia di Giovanni Fago (1974)
- Una donna per 7 bastardi, regia di Roberto Bianchi Montero (1974)
- Il sospetto, regia di Citto Maselli (1975)
- La gang dell'anno santo, regia di Jean Girault (1976)
- Antonio Gramsci - I giorni del carcere, regia di Lino Del Fra (1977)
- Sam & Sally (1978-1980) – serie TV
- Il ritorno di Simon Templar (1978-1979) – serie TV
- Il leone del deserto, regia di Mustafa Akkad (1981)
- Caligola - La storia mai raccontata, regia di Joe D'Amato (1982)
- Enrico IV, regia di Marco Bellocchio (1984)
- Il camorrista - La serie, regia di Giuseppe Tornatore – serie TV (1986, inedita fino al 2025)
- Il camorrista, regia di Giuseppe Tornatore (1986)
- L'inchiesta, regia di Damiano Damiani (1986)
- Il caso Moro, regia di Giuseppe Ferrara (1987)
- Profumo, regia di Giuliana Gamba (1987)
- Le prime foglie d'autunno, regia di Raimondo Del Balzo (1988)
- Donna d'ombra, regia di Luigi Faccini (1988)
- Venere paura, regia di Hirtia Solaro (1990)
- Tracce di vita amorosa, regia di Peter Del Monte (1990)
- Zio Vanja, regia di Antonio Salines (1991)
- Macaroì, regia di Marcel Bluwal (1991)
- I divertimenti della vita privata, regia di Cristina Comencini (1992)
- Tutti gli uomini di Sara, regia di Gianpaolo Tescari (1992)
- Cronache del terzo millennio, regia di Citto Maselli (1996)
- Chimera, regia di Pappi Corsicato (2001)
- Heaven, regia di Tom Tykwer (2002)
- Nelle tue mani, regia di Peter Del Monte (2007)

## Teatro
- Uno sguardo dal ponte, di Arthur Miller, regia di Antonio Calenda, Ravenna, 17 novembre 1984
- Woyzeck, di Georg Büchner, regia di Giorgio Pressburger, RAI DUE, 24 giugno 1985